# Miss México Organization
Miss México Organization es un certamen de belleza femenina de México. También se conoce así al concurso de belleza nacional que lo confiere y que se celebra anualmente. Se dice que la portadora del título es «la mujer más bella del país». Cada concursante representa su estado de origen o residencia y la ganadora del título lo lleva por un periodo de alrededor de un año. La Reina actual de Miss México es Maryely Leal del estado de Sinaloa, quien se convirtió en la sexta sinaloense en ir a México en Miss Mundo.
En la final de dicho certamen se entregan dos coronas ganadoras, cada una obtiene el derecho de representar a México en el concurso Miss Mundo y Miss Supranacional. De las mismas concursantes de la generación, en base a su desempeño en la concentración y evento final, se designan 5 reinas para ser enviadas a otros concursos internacionales como: Miss Continentes Unidos, Top Model of the World, Reina Internacional del Café, Reina Mundial del Banano, Miss Elite y Miss Cosmo. 
La empresa dueña del certamen es Miss México Organization (Organización Miss México, MMO por sus siglas en inglés), cuyo Presidente es Adán Sotelo; dicha empresa organiza este concurso y su concurso hermano: Mister México donde los ganadores representan al país en Mister Mundo, Mister Supranacional y Mister Model International. 
La organización nacional ha logrado a la fecha diez títulos internacionales: 
- Elisa Espinoza - Miss Costa Maya International 2014
- Marilú Acevedo - Reina Internacional del Café 2017[1]
- Andrea Meza - Miss Mundo Americas 2017
- Andrea Sáenz - Miss Continentes Unidos 2018[2]
- Giselle Núñez - Miss Global City 2018[3]
- Vanessa Ponce de León - Miss Mundo 2018[4]
- Laura Mojica - Virreina Internacional del Café 2020
- Mariana Macías - Top Model of the World 2023
- Andrea Sáenz - Miss Supranational Americas 2024
- Sofía González - Miss Elite Americas 2024

La delegación nacional actualmente está conformada por:
- Miss México 2024: Maryely Leal de Sinaloa.
- Miss México Supranational 2025: Angie Melchum de Hidalgo.
- Miss México Cosmo 2024: Melody Murguía de Estados Unidos.
- Miss México Elite 2025: Luisana Alderete de Chihuahua.
- Miss México Top Model of the World 2025: María López de Jalisco.
- Miss México Reina Internacional del Café 2025: Danna Larrañaga de Oaxaca
- Miss México Global City 2025: Sofía Zamora de Colima.
- Miss México Reina Mundial del Banano 2025: Carol Méndez de Guerrero.

## Concurso

### Formato
Creado en 2013 y enviando candidatas a Miss Supranacional y Miss Continentes Unidos mediante designación, fue en el año 2016 cuando obtuvo la franquicia del segundo certamen más importante del mundo, el Miss Mundo, solo por detrás de Miss Universo. Fue a partir de entonces que se creó el certamen en forma con una representante por estado. Así se encargó de seleccionar a la representante de México a Miss Mundo; al igual que designaciones a certámenes como el Miss Continentes Unidos, Top Model of the World, el Reinado Internacional del Café, Miss Global City, Miss Cosmo, Miss Elite y Miss Costa Maya International.

### Sistema de competencia
La elección de Miss México es un proceso largo, cada estado organiza un certamen local, que va desde eventos austeros y sencillos, como audiciones o cástines, hasta fastuosos espectáculos. Miss México tiene un sistema de competencia definido y establecido. Se realizan diversas fases las cuales son:
- Reto Talento, donde las concursantes demuestran su desempeño en alguna disciplina artística (canto, baile, actuación, etc).
- Reto Belleza de Playa, donde las concursantes desfilan en traje de baño.
- Reto Deporte, donde las candidatas son sometidas a pruebas de resistencia física y competencia deportiva.
- Reto Top Model, donde las candidatas demuestran su capacidad como súper modelo.
- Reto Multimedia, donde son publicadas las fotografías oficiales de las candidatas y la que tenga mayor número de likes en redes sociales, sumado a la interacción de cada una con el pública en diversas plataformas da a la ganadora.
- Reto Belleza con Propósito, donde las concursantes demuestran que utilizan su título estatal en pro de causas nobles y altruistas en sus lugares de origen.

Las candidatas deben cumplir los requisitos:
- Poseer belleza física de rostro y cuerpo.
- Nacionalidad Mexicana.
- Sexo femenino de nacimiento.
- Soltera y sin hijos.
- Edad de 18 a 27 años.
- Estatura mínima de 1.65 m (sin zapatos).
- Estudiante o egresada de carrera universitaria.
- Conocimientos del idioma inglés.
- Vocación para trabajar en proyectos sociales

Tras este proceso, que se inicia con algunos meses de anticipación, se conjunta el grupo de 32 candidatas. Ellas se reúnen en la ciudad sede del certamen durante un mes antes de la noche final. Cumplen con diversas actividades, que van desde grabaciones en locaciones que permitan hacer promoción al estado sede y eventos con los patrocinadores. También existe la competencia de Trajes Nacionales y de Fantasía, donde cada delegada luce un diseño representativo de su estado, además de los diferentes retos que tienen que cumplir para acumular puntos y poder lograr la clasificación a las 16 semifinalistas.

### Manifiesto
"La belleza está en nuestra esencia, en las pequeñas cosas que nos definen todos los días.
En lo que hacemos y como lo hacemos.
La belleza está en lo natural, en lo desinteresado y auténtico de nuestras acciones.
La belleza no es un molde, no es un estereotipo que se copia y se reproduce.
En Miss México queremos mostrarte que “La belleza está en todos lados”.
Está en nuestra historia, en nuestra gente, nuestra cultura y en la biodiversidad de nuestra privilegiada naturaleza.
La belleza está en los propósitos de las causas sociales, está en el deporte, en nuestra extensa gastronomía y en las costumbres que se transmiten de generación en generación.
La belleza está en saber que unidos podemos transformar nuestra historia.
Por eso decimos que belleza es mantenerse firme para luchar por lo que se valora."

## Ganadoras del Certamen
| Año  | Ganadora                                                              | Estado                                                                | Sede del Evento                                                       | Fecha                                                                 |
| 2016 | Ana Girault Contreras                                                 | Ciudad de México                                                      | Teatro Morelos, Morelia, Michoacán                                    | 14 de octubre de 2016                                                 |
| 2017 | Alma Andrea Meza Carmona                                              | Chihuahua                                                             | Teatro Morelos, Morelia, Michoacán                                    | 14 de octubre de 2016                                                 |
| 2018 | Silvia Vanessa Ponce de León Sánchez                                  | Ciudad de México                                                      | Salón Imperial, Villa Toscana Eventos, Hermosillo, Sonora             | 5 de mayo de 2018                                                     |
| 2019 | Ashley Alvídrez Estrada                                               | Chihuahua                                                             | Ex-Convento del Desierto de los Leones, Ciudad de México              | 20 de septiembre de 2019                                              |
| 2020 | No se realizó concurso nacional debido a la contingencia por Covid-19 | No se realizó concurso nacional debido a la contingencia por Covid-19 | No se realizó concurso nacional debido a la contingencia por Covid-19 | No se realizó concurso nacional debido a la contingencia por Covid-19 |
| 2021 | Karolina Vidales Valdovinos                                           | Michoacán                                                             | Salón Lago Di Como by Castalia, Chihuahua, Chihuahua                  | 1 de julio de 2021                                                    |
| 2022 | No se realizó concurso nacional                                       | No se realizó concurso nacional                                       | No se realizó concurso nacional                                       | No se realizó concurso nacional                                       |
| 2023 | Alejandra Díaz de León Soler                                          | San Luis Potosí                                                       | Teatro Morelos, Morelia, Michoacán                                    | 15 de abril de 2023                                                   |
| 2024 | Maryely Leal Cervantes                                                | Sinaloa                                                               | Teatro Metropólitan, Ciudad de México                                 | 3 de agosto de 2024                                                   |
| 2025 |                                                                       |                                                                       |                                                                       |                                                                       |

#### Clasificaciones Estatales
| No. | Estado           | Títulos | Años       |
| 1   | Chihuahua        | 2       | 2017, 2019 |
| 1   | Ciudad de México | 2       | 2016, 2018 |
| 2   | Sinaloa          | 1       | 2024       |
| 2   | San Luis Potosí  | 1       | 2023       |
| 2   | Michoacán        | 1       | 2021       |

### Reinas Regionales
Durante la edición 2019, se coronaron reinas regionales.
| Año  | Miss México Noroeste  | Miss México Occidente    | Miss México Centro     | Miss México Noreste & Golfo | Miss México Sureste   |
| 2019 | Ángela Yuriar Sinaloa | Vanessa Hernández Colima | Jessica Huerta Hidalgo | Marilú Acevedo Veracruz     | Wendy Sánchez Chiapas |

## Representantes en los certámenes principales

### Miss Mundo
A continuación se muestran únicamente las representantes enviadas por Miss México. Para ver a todas las representantes en Miss Mundo, siguiente enlace: Representantes en Miss Mundo.
     : Ganadora
     : Finalista
     : Semifinalista
     : Cuartofinalista
| Año  | Miss World México            | Estado           | Posición      | Premio/Título         | Fast Track |
| ---- | ---------------------------- | ---------------- | ------------- | --------------------- | --- |
| 2025 | Maryely Leal Cervantes       | Sinaloa          | -             | -                     | Reto Multimedia (Top 20) Miss Deportes (Top 32)                                                                                                |
| 2023 | Alejandra Díaz de León Soler | San Luis Potosí  | -             | -                     | - |
| 2021 | Karolina Vidales Valdovinos  | Michoacán        | Top 6         | Miss Mundo Deportes   | Miss Deportes (Ganadora) Reto Cara a Cara Grupo 12 (Ganadora) Reto Multimedia (Top 10) Miss Top Model (Top 13) Belleza con Propósito (Top 28)  |
| 2019 | Ashley Alvídrez Estrada      | Chihuahua        | Top 12        | -                     | Reto Cara a Cara Grupo 10 (Ganadora) Reto Multimedia (2° lugar) Miss Top Model (Top 40)                                                        |
| 2018 | Vanessa Ponce de León        | Ciudad de México | Ganadora      | Miss Mundo Americas § | Reto Cara a Cara Grupo 9 (Ganadora) Reto Multimedia (2° lugar) Belleza con Propósito (3° Lugar) Miss Deportes (Top 24) Miss Top Model (Top 32) |
| 2017 | Andrea Meza Carmona          | Chihuahua        | 1.ª Finalista | Miss Mundo Americas   | Reto Cara a Cara Grupo 16 (Ganadora) Reto Multimedia (2° lugar) Miss Talento (5° lugar) Miss Deportes (Top 24) Miss Top Model (Top 30)         |
| 2016 | Ana Girault Contreras        | Ciudad de México | -             | -                     | - |

- § Originalmente ganó el título continental, sin embargo, al ganar la corona de Miss Mundo, el título continental pasó a su finalista de América.

## Delegadas en otros certámenes

### Miss Supranational
: Ganadora
     : Finalista
     : Semifinalista
     : Cuartofinalista
| Año  | Miss Supranational México | Estado       | Posición      | Premio/Título                                                                       |
| ---- | ------------------------- | ------------ | ------------- | ----------------------------------------------------------------------------------- |
| 2025 | Angie López Melchum       | Hidalgo      | Top 24        | From The Ground Up Award                                                            |
| 2024 | Andrea Sáenz Castillo     | Chihuahua    | Top 25        | Miss Supranational America Supramodel of the Year (Top 11) Miss Influencer (Top 13) |
| 2023 | Vanessa López Quijada     | Sonora       | Top 12        | Miss Supra Influencer (Top 7)                                                       |
| 2022 | Regina González Salman    | Quintana Roo | -             | Miss Talento (Top 6) Miss Supra Influencer (Top 42)                                 |
| 2018 | Diana Romero Ortega       | Sinaloa      | 4.ª Finalista | Mejor Traje Típico Miss Talento (Top 10)                                            |
| 2017 | Samantha Leyva Trujillo   | Guerrero     | Top 25        | Mejor en Traje de Baño (Top 5)                                                      |
| 2016 | Cynthia de la Vega Oates  | Nuevo León   | Top 25        | -                                                                                   |
| 2015 | Karina Martin Jiménez     | Jalisco      | 4.ª Finalista | Miss Fashion City Miss Top Model (Top 10)                                           |
| 2014 | Natalia Sánchez Díaz      | Jalisco      | -             | -                                                                                   |
| 2013 | Jacqueline Morales Pérez  | Jalisco      | 1.ª Finalista | -                                                                                   |

### Miss Cosmo
: Ganadora
     : Finalista
     : Semifinalista
     : Cuartofinalista
| Año  | Miss Cosmo México    | Estado         | Posición | Premio/Título |
| ---- | -------------------- | -------------- | -------- | ------------- |
| 2024 | Melody Murguía Reyes | Estados Unidos | Top 10   | -             |

### Miss Elite
: Ganadora
     : Finalista
     : Semifinalista
| Año  | Miss Elite México         | Estado     | Posición      | Premio/Título       |
| ---- | ------------------------- | ---------- | ------------- | ------------------- |
| 2025 | Luisana García Alderete   | Chihuahua  | Por Competir  |                     |
| 2024 | Sofía González Fonseca    | Nuevo León | 3.ª Finalista | Miss Elite Americas |
| 2023 | Vanessa Rodelo Mendivi    | Querétaro  | -             | -                   |
| 2022 | Evelyn Álvarez Armendáriz | Nuevo León | Top 10        | -                   |

### Top Model of the World
: Ganadora
     : Finalista
     : Semifinalista
| Año  | Miss Top Model México          | Estado         | Posición      | Premio/Título   |
| ---- | ------------------------------ | -------------- | ------------- | --------------- |
| 2025 | María Fernanda López Hernández | Jalisco        | 5.ª Finalista | Miss Simpatía   |
| 2024 | Grecia Miranda Salgado         | Morelos        | Top 6         | -               |
| 2023 | Mariana Macías Ornelas         | Jalisco        | Ganadora      | -               |
| 2022 | Fedra Pérez Solís              | Tlaxcala       | -             | -               |
| 2020 | Priscila Moreno Valverde       | Morelos        | 1.ª Finalista | -               |
| 2019 | Elizabeth de Alba Ruvalcaba    | Aguascalientes | Top 15        | -               |
| 2018 | Ivonne Hernández Mendoza       | Michoacán      | Top 5         | Miss Fotogénica |
| 2017 | Norhely Celaya Bracamontes     | Sonora         | 2.ª Finalista | -               |
| 2013 | Mitzi Delfina Ruschke Lira     | Oaxaca         | Top 15        | -               |

### Reinado Internacional del Café
: Ganadora
     : Finalista
     : Semifinalista
| Año  | Miss RIC México          | Estado   | Posición     | Premio/Título |
| ---- | ------------------------ | -------- | ------------ | ------------- |
| 2025 | Danna Ávalos Larrañaga   | Oaxaca   | Top 12       | -             |
| 2024 | Karla Maraboto Rivas     | Sinaloa  | 3.ª Princesa | -             |
| 2023 | Paulina Rivero Hernández | Yucatán  | -            | -             |
| 2022 | Daniela Ramírez Cruz     | Colima   | -            | -             |
| 2020 | Laura Mojica Romero      | Oaxaca   | Virreina     | -             |
| 2019 | Mónica Hernández Reynaga | Yucatán  | -            | -             |
| 2018 | Phegda Becerra Bustillo  | Chiapas  | -            | -             |
| 2017 | Marilú Acevedo Domínguez | Veracruz | Ganadora     | -             |

### Reina Mundial del Banano
: Ganadora
     : Finalista
     : Semifinalista
| Año  | Reina del Banano México | Estado   | Posición     | Premio/Título |
| ---- | ----------------------- | -------- | ------------ | ------------- |
| 2025 | Carol Méndez Roa        | Guerrero | Por Competir |               |

### Miss Continentes Unidos
: Ganadora
     : Finalista
     : Semifinalista
| Año  | Miss Continentes Unidos México | Estado          | Posición      | Premio/Título                                                   |
| ---- | ------------------------------ | --------------- | ------------- | --------------------------------------------------------------- |
| 2022 | Ayram Ortiz Alonso             | Sonora          | 5.ª Finalista | -                                                               |
| 2019 | Kenia Ponce Beltrán            | Baja California | 2.ª Finalista | Miss Hotel Punta del Mar                                        |
| 2018 | Andrea Sáenz Castillo          | Chihuahua       | Ganadora      | Miss Hotel Punta del Mar                                        |
| 2017 | Roxana Reyes Herrera           | Zacatecas       | 2.ª Finalista | Miss Model Supreme                                              |
| 2016 | Cynthia Lizeth Duque Garza     | Nuevo León      | 4.ª Finalista | Miss Hotel Punta del Mar Miss Fotogénica Mejor Sonrisa ONDental |

### Miss Global City
: Ganadora
     : Finalista
     : Semifinalista
| Año  | Miss Global City México  | Estado    | Posición      | Premio/Título      |
| ---- | ------------------------ | --------- | ------------- | ------------------ |
| 2025 | Sofía Zamora Macías      | Colima    | Por Competir  |                    |
| 2019 | Diana Romero Ortega      | Sinaloa   | 1.ª Finalista | Mejor Traje Típico |
| 2019 | Ivonne Hernández Mendoza | Michoacán | -             | -                  |
| 2018 | Giselle Núñez Ochoa      | Durango   | Ganadora      | Miss City Costume  |

## Antiguas franquicias

### Miss Grand International
: Ganadora
     : Finalista
     : Semifinalista
     : Cuartofinalista
| Año  | Miss Grand México                  | Estado           | Posición      | Premio/Título |
| ---- | ---------------------------------- | ---------------- | ------------- | --- |
| 2021 | Mariana Macías Ornelas             | Jalisco          | -             | Voto Pre-arribo (Top 10) Mejor en Traje de Baño (Top 10) Mejor Traje Típico (Top 20)                                                           |
| 2020 | Angela León Yuriar                 | Sinaloa          | Top 20        | Mejor Vestido de Noche Voto Pre-arribo (Top 5) Mejor en Traje de Baño (Top 10)                                                                 |
| 2019 | María Malo Juvera Raimond Kedilhac | Estado de México | 1.ª Finalista | Desfile de Moda y Coronas (Ganadora) Voto Pre-arribo (Top 6) Voto Popular (Top 10) Mejor Traje Típico (Top 10) Mejor en Traje de Baño (Top 10) |
| 2018 | Lezly Díaz Pérez                   | Jalisco          | Top 10        | Voto Popular (Top 10) Voto Pre-arribo (Top 10) Mejor Traje Típico (Top 12)                                                                     |
| 2017 | Yoana Gutiérrez Vázquez            | Jalisco          | Top 20        | Mejor Traje Típico (Top 25) |

### Miss Intercontinental
: Ganadora
     : Finalista
     : Semifinalista
| Año  | Miss Intercontinental México     | Estado  | Posición | Premio/Título |
| ---- | -------------------------------- | ------- | -------- | ------------- |
| 2013 | Melisa Carolina Lizárraga Castro | Sinaloa | -        | -             |
| 2012 | Mitzi Delfina Ruschke Lira       | Oaxaca  | -        | -             |

### Miss Costa Maya International
: Ganadora
     : Finalista
     : Semifinalista
| Año  | Miss Costa Maya México   | Estado     | Posición      | Premio/Título      |
| ---- | ------------------------ | ---------- | ------------- | ------------------ |
| 2020 | Mariela Sanders Ibarrola | Morelos    | No Compitió   | No Hubo Certamen   |
| 2019 | Mónica Hernández Reynaga | Yucatán    | 1.ª Finalista | -                  |
| 2018 | Cynthia de la Vega Oates | Nuevo León | 1.ª Finalista | Mejor Traje Típico |
| 2017 | Ximena Cardoso Gutiérrez | Morelos    | -             | -                  |
| 2014 | Elisa Espinosa Gómez     | Guanajuato | Ganadora      | -                  |